# Monochamus balteatus
Monochamus balteatus là một loài bọ cánh cứng trong họ Cerambycidae.